# FIFO và LIFO (kế toán)
FIFO là viết tắt cho "first-in, first-out" (vào trước-ra trước) là một phương pháp kiểm kê chi phí trong đó giả định rằng các mục hàng hoá nhập trước được xuất trước. Điều này nghĩa là mục hàng hóa vào kho lâu nhất sẽ được ghi nhận là đã bán trước nhưng không cần thiết chính xác đối tượng vật lý đó đã được xác định và bán.
Theo đó, hàng tồn kho vào cuối năm sẽ là hàng hoá được nhập gần nhất. FIFO được sử dụng để xác định chi phí hàng bán cho một doanh nghiệp. Nó được sử dụng rộng rãi trên thế giới và đối nghịch với "LIFO" (vào sau-ra trước) vốn chỉ còn sử dụng tại Mỹ.
Khi sử dụng FIFO, số lượng hồ sơ phải duy trì là ít do các mặt hàng lâu nhất được bán ra đầu tiên và không có sự gia tăng bất thường hoặc giảm giá vốn hàng bán do chỉ có các mục mới nhất là vẫn còn tồn kho cũng như chi phí là trong giai đoạn gần đây. Khi lạm phát, nếu giá thành tăng lên thì các mặt hàng mua trước rẻ hơn. Điều này làm giảm giá vốn hàng bán theo FIFO và giúp tăng lợi nhuận dẫn tới việc nộp thuế thu nhập lớn và giá trị hàng tồn kho cao hơn. Nếu sử dụng FIFO trong thời kỳ giảm phát, giá trị hàng tồn kho sẽ thấp hơn.
GAAP hoặc IFRS không hạn chế sử dụng FIFO và cho phép sử dụng phương pháp này.